# Kallusettihalli, Belur
Kallusettihalli là một làng thuộc tehsil Belur, huyện Hassan, bang Karnataka, Ấn Độ.